# Сикст из Оттерсдорфа
Сикст из Оттерсдорфа (чеш. Sixt z Ottersdorfu, ок. 1500, Раковник — 5 августа 1583, Прага) — чешский гуманист, политик, юрист и хронист XVI века. Коншел (член городского совета) и канцлер пражского города Старе-Место, активный участник Пражского восстания сословий 1547 года, автор «Хроники событий, свершившихся в Чехии в бурные 1546 и 1547 годы» (чеш. Historie oněch dvou nepokojných let v Čechách 1546 a 1547) — важнейшего источника по истории восстания.

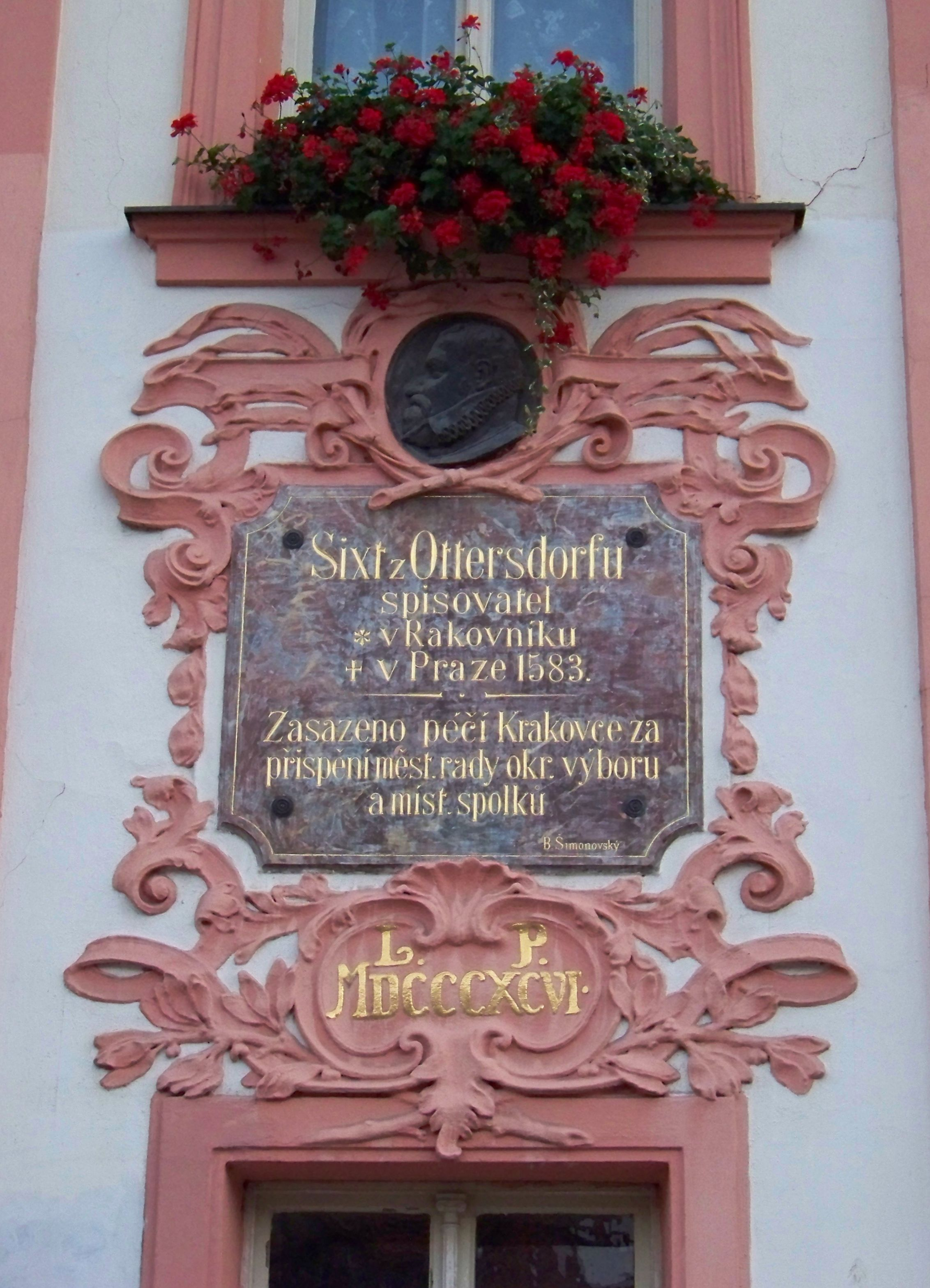
Мемориальная доска Сикста из Оттерсдорфа на ратуше г. Раковник.

## Ранняя биография
Сикст из Оттерсдорфа родился в состоятельной мещанской семье в начале XVI в. в городе Раковник. Окончив философский факультет Пражского университета, Сикст уехал в Виттенберг, где год обучался в протестантском университете. В 1534 году он получил звание бакалавра свободных искусств. Окончив обучение, Сикст был принят писарем в магистрат пражского города Старе-Место. После выгодного брака с богатой вдовой Доротой Сикст из Оттерсдорфа в 1538 году получил права горожанина пражского Старе-Место.
В Праге Сикст увлекается идеями гуманизма и одновременно сближается с королевским окружением, в частности, заведя дружбу с воспитателем детей короля Фердинанда I Габсбургского Яном Гораком. В 1540 году за посвящение детям короля публикации своего перевода книги итальянского гуманиста Паоло Джовио «О делах и образе жизни турок» Фердинанд I пожаловал Сиксту и его брату дворянский герб, после чего Сикст присоединил к своему имени дворянский предикат «из Оттерсдорфа».

## Политическая карьера и участие в восстании
Примкнув к королевской партии, возглавляемой Здиславом Беркой из Дубы, Сикст в 1542 году стал коншелом городского совета Старе-Место. В следующем году, однако, Сикст из Оттерсдорфа, не без ведома королевского двора, был исключён из числа коншелов города Старе-Место за связи с общиной чешских братьев (а именно, с Арноштом Крайиржем из Крайка), которых сторонники католической королевской партии презрительно именовали «пикартами» и молитвенные собрания которых были запрещены королевским указом. 
В то время Сикст действительно сблизился с представителями сословной антикатолической оппозиции Арноштом Крайиржем из Крайка и Яном Лесковцем. Тем не менее, благодаря покровительству друзей при королевском дворе, Сикст вскоре вернулся в городской совет, где вошёл в состав городской ревизионной комиссии, затем служил управляющим городскими доходами, куратором приюта для неимущих, состоял в составе налоговых комиссий и к 1546 году дослужился до поста канцлера города Старе-Место, став официальным представителем городского сословия во взаимоотношениях как с королевской администрацией, так и с другими сословиями. На городских сеймах канцлер Сикст из Оттерсдорфа исполнял обязанности «млувчего» (спикера).
Во время Пражского восстания сословий 1547 года Сикст из Оттерсдорфа в качестве представителя города Старе-Место вошёл в состав постоянного комитета восставших сословий и в марте был избран канцлером этого комитета. В дальнейшем он входил в состав посольства восставших сословий к королю Фердинанду I. Сикст играл заметную роль в выработке и проведении политики комитета восставших сословий, занимая центристскую позицию между радикалами, требовавшими открытого и решительного сопротивления королю, и слишком умеренной частью оппозиции.
После поражения восстания над Сикстом возникла реальная опасность быть подвергнутым репрессиям, однако ему удалось отделаться всего лишь недолгим тюремным заключением. Скорее всего, Сикста из Оттерсдорфа спасло заступничество его влиятельных друзей при дворе (в частности, высочайшего канцлера королевства Йиндржиха из Плавна, которому Сикст посвятил две свои литературные работы).

## Политическая деятельность после подавления восстания
Избежав серьёзного наказания после поражения восстания, Сикст из Оттерсдорфа отошёл от политической жизни королевства и, находясь под домашним арестом, занялся торговлей сукном и переводами с латыни. Освобождён из-под домашнего ареста Сикст был только в мае 1556 года по королевской амнистии. В этот период он сблизился с Йиржи Мелантрихом, вместе с которым занялся книгоиздательской деятельностью, при этом продолжая торговлю сукном.
В 1557 году Сикст во второй раз женился и вернулся к общественно-политической деятельности, став членом комиссии по пересмотру земского уложения. Около 1570 года Сикст из Оттерсдорфа занял должность советника в земском суде высочайшего бургграфа Чешского королевства.
В 1575 году Сикст из Оттерсдорфа принял активное участие в разработке «Чешской конфессии» — оппозиционного акта сословий, устанавливавшего гарантии веротерпимости и свободы вероисповедания в Чехии, тем самым вновь встав на сторону оппозиции. В том же году Сикст из Оттерсдорфа повторно занял должность канцлера города Старе-Место и выступал «млувчим» на земском сейме 1575 года, активно отстаивая права городского сословия. Кроме того, Сикст вошел в состав комитета по составлению проекта нового церковного уложения Чехии в качестве дополнения к Чешской конфессии. Сикст был в числе избранных сословиями доверенных лиц для ведения непосредственных переговоров с королём. Затем, в соответствии с принятым сеймом новым церковным уложением, сословиями без санкции короля были избраны 15 дефензоров утраквистской консистории, одним из которых стал и Сикст из Оттерсдорфа.
С точки зрения Сикста, проводимой им во время сейма, новое церковное уложение необходимо было выработать на основе гуситских традиций в соответствии со старыми решениями сеймов. Сохранился дневник (диариум) Сикста, в котором подробно зафиксирован ход обсуждения Чешской конфессии на сейме и даже законспектированы речи выступавших на заседаниях сейма.

## Религиозно-философские воззрения и литературное творчество
По своим религиозным воззрения Сикст из Оттерсдорфа был новоутраквистом, близким к убеждениям чешских братьев, с которыми он сблизился после восстания 1547 года (его вторая жена Катержина и зять Адам Лехнар из Коубы, по некоторым свидетельствам, были членами общины чешских братьев). 
Сикст из Оттерсдорфа является признанным представителем чешского гуманизма, однако его гуманистические воззрения изучены крайне мало. В 1540-е годы он был членом кружка чешских гуманистов, возглавляемого Яном Старшим Годейовским из Годейова. В состав кружка входили представители разных конфессий (католики, гуситы, лютеране), объединяемые общими гуманистическими христианскими началами. Среди ближайших друзей Сикста были такие известные чешские гуманисты, как Вацлав Гаек из Либочан, Брикци из Лицка, Павел Быджовский.
Участие в восстании и его подавление оказали большое влияние на взгляды Сикста. В своей литературно-переводческой деятельности он сосредоточился на богословских сочинениях: в конце 1547 года Сикст перевёл на чешский язык «Жизнь господа нашего Иисуса Христа» Аммония Александрийского, а в 1549 году заново перевёл на чешский язык Новый завет (с греческого оригинала), Третью книгу Маккавейскую (с латыни) и труд «Книга утешительная и полезная всем огорчённым в этом мире людям, или Разговор разума с человеком» Исидора Севильского. Результатом переводческой деятельности Сикста в этот период стало издание известным чешским книгоиздателем Йиржи Мелантрихом Чешской библии.
Находясь под домашним арестом после подавления восстания, Сикст приступил к созданию своей «Хроники событий, свершившихся в Чехии в бурные 1546 и 1547 годы», в которой решил описать те события антигабсбургского восстания, очевидцем и участником которых он был. В своей хронике Сикст доказывает несправедливость наказаний, наложенных королём на участвовавшие в восстании города, обличает предавших восстание представителей дворянства, а также обвиняет Фердинанда I Габсбургского и его сторонников в попрании сословных прав и институтов. Среди исследователей до сих пор нет единого мнения о датировке этой работы Сикста из Оттерсдорфа. Йозеф Яначек, к примеру, доказывал, что хроника была написана Сикстом в период между октябрём 1547 года и серединой 1548 года. «Хроники событий, свершившихся в Чехии в бурные 1546 и 1547 годы» стала важнейшим источником, из которого черпали сведения все историки, изучавшие и изучающие сословное восстание в Чехии 1547 года.
В 1553 году Сикст из Оттерсдорфа заново перевёл с латыни на чешский язык и издал «Процесс Сатаны» — сборник из двух религиозно-сатирических романов «Солфернус» и «Белиал», имевших хождение в Чехии с начала XV века и представлявших из себя сатиру на средневековую судебную систему. В предисловии к своему переводу Сикст указал, что его литературный перевод приближен к порокам и недостаткам современных ему чешских судов, ставших притчей во языцах.

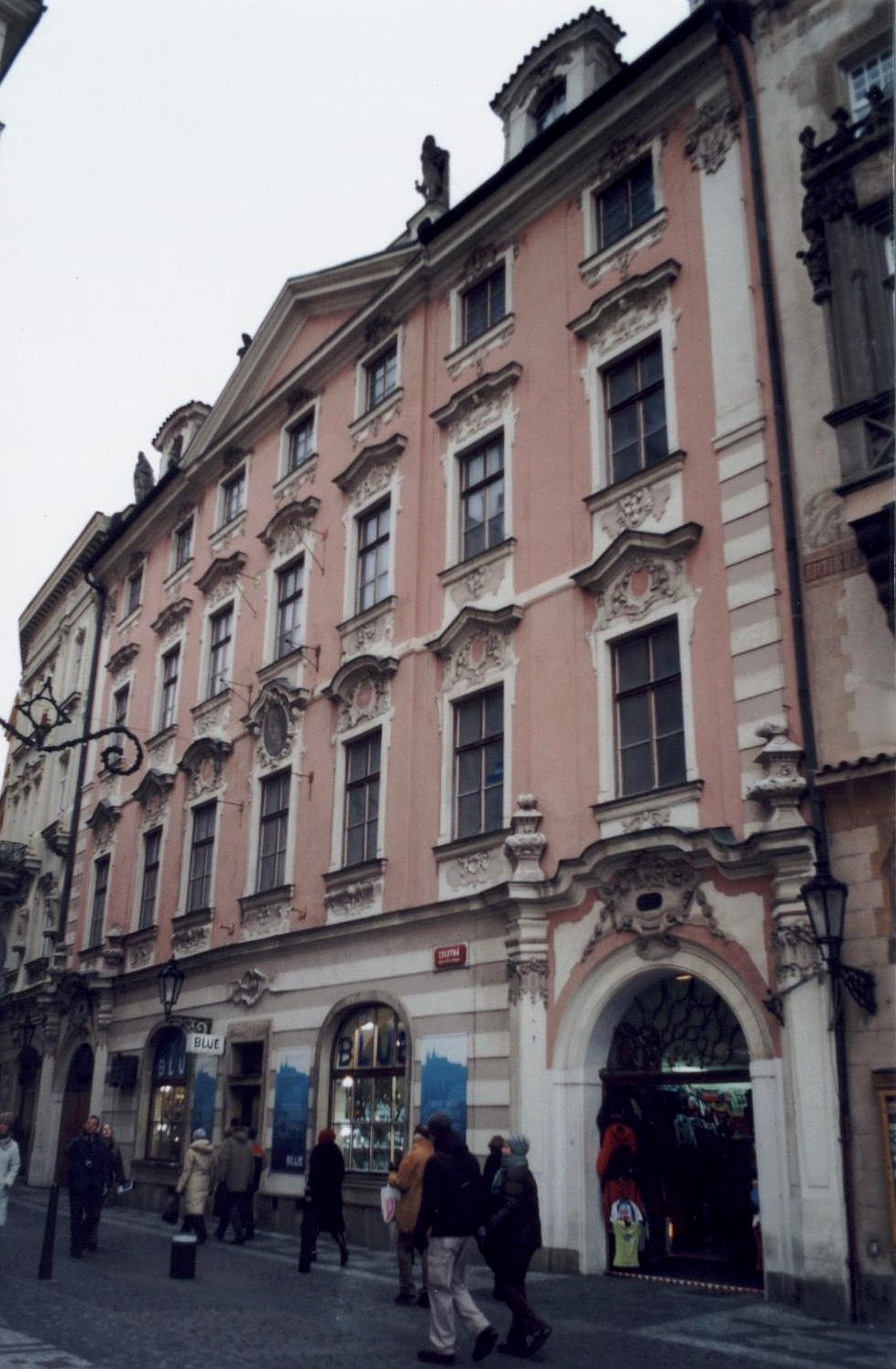
Сикстов дом в Праге на улице Целетной.

В 1563 году Сикст из Оттерсдорфа издал перевод сочинения Эразма Роттердамского, сделанный Яном Попелом из Лобковиц. В своём предисловии к книге Сикст охарактеризовал Яна Попела из Лобковиц как крупного гуманиста, несмотря на то, что именно он в 1547 году, находясь в должности верховного судьи, исполнял королевский приговор над восставшими чешскими городами.

## Последние годы
Сикст из Оттерсдорфа дожил до глубокой старости и умер богатым и всеми уважаемым горожанином Праги в 1583 году. Судя по завещанию Сикста 1579 года, в конце жизни он владел двумя домами в Праге, тремя суконными лавками и несколькими виноградниками. Один из его домов — дом Пикартов на улице Целетной, купленный Сикстом в 1567 году, принадлежал к числу известнейших пражских домов. Сикст перестроил его в ренессансном стиле и с тех пор дом стали называть Сикстовым.

## Потомки и память
Старший сын Сикста из Оттерсдорфа, Ян Теодор, с 1609 года был дефензором консистории. В период Восстания чешских сословий 1618—1620 годов Ян Теодор был представителем городского сословия в директории восставших и занимал должность советника по апелляциям, после подавления восстания был приговорён смертной казни с конфискацией имущества, однако благодаря ходатайству друзей был помилован прямо на эшафоте. В 1627 году эмигрировал в Саксонию. Своих сыновей Ян Теодор назвал в честь своего отца Вратиславом Сикстом и Вацлавом Сикстом.
Имя Сикст из Оттерсдорфа увековечено над одним из окон Национального музея в Праге среди семидесяти двух известнейших деятелей чешской истории.